# 육군사관학교 돕프로그램

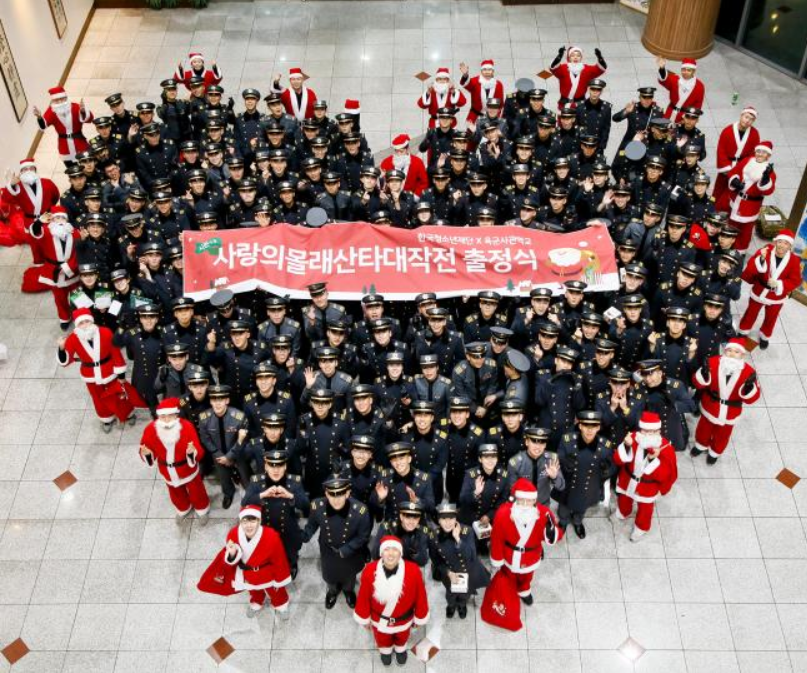
몰래산타대작전 봉사활동

육군사관학교  돕프로그램(DOP: Deovoting Officer Program)은 육군사관학교 생도들을 대상으로 헌신과 봉사의 정신을 함양하기 위한 프로그램이다. 

## 목적
이 프로그램은 다섯 가지의 목적이 있다.

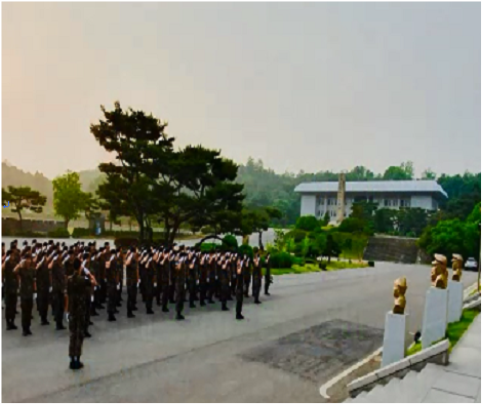
헌신과 봉사 정신 내면화(독립군ㆍ광복군 흉상 참배)

1. 사관생도로서의 정체성을 확립하고 위국헌신 군인본분의 사명 실천

1. 헌신과 봉사의 가치를 깨우치고 개인주의적 성향보다 공동체 의식을 실천하는 리더 양성
2. 군인으로서 국민을 위한 희생정신과 민주주의 시민의식 함양
3. 사회적 관심이 필요한 곳에 도움을 주고 사회적 책임감 형성
4. 노블리스 오블리주의 실천

'돕'은 우리 말 '돕다'에서 착안하여 영어로는 DOP(Devoting Officer Program)을 의미한다.

## 목표
군 역시 사회를 구성하는 하나의 조직체이다. 따라서 군은 국방을 책임지고 국민의 생명을 보호하는 최후의 국가기관이므로 외부 일반사회와 격리된 조직이 아니라 긴밀한 관계를 형성하고 함께 발전을 모색해야 한다. 특히, 장교는 이러한 군을 이끌어 나가는 집단으로 사회적 약자를 존중하고 배려할 줄 알고 나아가 봉사, 희생, 헌신의 정신을 실천하는 리더로서의 자세를 필요로 한다. 그렇기 때문에 생도들은 4년의 생도생활동안 돕프로그램을 통해 봉사정신 내면화를 목표로 교육받고 있고 총 3가지 수준으로 나뉘어 각 수준에 맞는 목표점을 수립하였다. 
| 수준           | 대상        | 목표                                                           | 방안                             | 실천방법                                                         |
| -------------- | ----------- | -------------------------------------------------------------- | -------------------------------- | ---------------------------------------------------------------- |
| 개인 수준      | 나를 돕고   | Self leadership                                                | 육사 내에서의 헌신과 봉사 생활화 | 자신에게 주어진 과업과 역할에 최선을 다하는 것이 헌신의 시작     |
| 조직 수준      | 전우를 돕고 | Interpersonal leadership Team leadership Empowering leadership | 육사 내에서의 헌신과 봉사 생활화 | 육사 내에서 타인을 배려하고 전우에게 도움을 주는 활동            |
| 사회·국가 수준 | 국민을 돕고 | 국가에 헌신 국민에 봉사                                        | 대외활동을 통한 헌신과 봉사 실천 | 대외 활동을 통해 국민들에게 도움을 주고 위국헌신의 희생정신 배양 |

돕프로그램은 생도들이 임관 후 육군 핵심가치 3가지 책임완수, 상호존중, 위국헌신을 구현하는데 초석이 되어주고 있다. 

## 실천 방안

### 가. 군인으로서 헌신과 봉사 정신 필요성 인식
1. 가치관 교육 활용가치 인식
2. 지휘근무생도에 의한 활동 안내·홍보 및 생활 속 실천방안 구체화
3. 모범사례(재교생 및 졸업생) 발굴 및 홍보

### 나. 육사 내에서의 헌신과 봉사 생활화(1일 2돕: 나·전우)
1. 생도생활 예규 준수 노력(준법정신 및 솔선수범)
2. 임무형 지휘근무 정착 및 직책별 역할 완수
3. 교내 봉사활동(박문관 및 기념관 안내 등) 참여
4. 멘토링(생도생활 상담), 마니또

### 다. 대외활동을 통한 헌신과 봉사 실천
1. 일반 국민 대상 다양한 봉사 프로그램 참여
2. 가치추구형 지속적 봉사활동 개발
3. 지휘근무생도 주도 자율적 봉사활동 활성화
4. 정보공유, 자발적 참여 촉진을 위한 '봉사동아리 창설'독립운동 역사 알리미활동

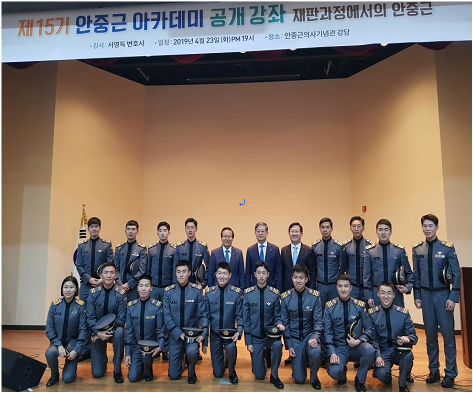
독립운동 역사 알리미활동

| 노력봉사형                      | 가치추구형                          | 애교(愛校)뿜뿜형                 | 행복기부형                            | 함께참여형                |
| ------------------------------- | ----------------------------------- | -------------------------------- | ------------------------------------- | ------------------------- |
| 양로원, 고아원 등 복지시설 방문 | 도슨트 프로드램 등 사전교육 후 활동 | 교내 봉사활동 (안내 및 정화활동) | 재능 또는 금전 등 기부활동(헌혈 포함) | 사회 복지차원의 행사 참여 |

### 라. 헌신과 봉사 실천을 위한 계획ㆍ실시ㆍ평가 체계 확립
자기개발 활동 계획서 및 평가서(학기 단위), 수양록(일일 단위) 활용

### 마. 훈육성적 중 리더십활동평가에 헌신과 봉사 점수 반영
연간 2돕 실천 및 우수활동에 대한 평가

### 바. 우수자 홍보 및 표창 수여
자율적 봉사활동 우수(개인 및 동아리), 생활 속 실천과제 우수(공모전 등)

### 사. 돕 프로그램 확대
사관생도 ⇒ One KMA ⇒ One Army: 가치기반의 전사 공동체 건설에 기여

## 추진 성과

#### 가. 지휘근무(리더십 담당 생도)에 의한 '돕'활동 계획ㆍ평가ㆍ홍보
월간 '돕' 우수생도 선발 및 포상, 카드뉴스(동영상) 제작, 미담사례 홍보(포털, SNS 등)

#### 나. '돕' 달력 작성을 통해 구체적인 헌신과 봉사계획 수립ㆍ실천
One-KMA 및 Clean 64 프로그램과 연계된 구체적인 교내 봉사활동을 계획하고 실천하였다.

#### 다. 교내 소모임 활동 통해 생도 상호 간 재능기부 및 자기개발 활성화
학술, 예술, 체육, 취미 등 4개 분야 총 45개 동아리 개설 및 운용

## 수준별 사례

#### 개인수준
생도들은 자신에게 주어진 과업과 역할에 최선을 다하는 것이 헌신의 시작이라는 신념으로 매 학기가 시작할 때마다 리더십활동 계획서를 작성한다. 리더십활동계획서에는 군생활의 목표, 생도생활목표, 그리고 그를 달성하기 위한 이번학기동안 월별 세부 추진계획을 작성한다. 외국어 수준, 독서활동계획, 체육활동, 봉사활동, 자기개발활동의 분야에 따라 세부 목표를 수립하고 학기의 마지막 계획 달성여부를 확인하며 학기말 생도훈육평가에 반영된다.

#### 조직수준
생도들은 자신들이 속한 조직과 전우들의 발전에 도움을 주기 위해 다양한 활동을 하고 있다. 동기ㆍ선(후)배간 존중과 배려의 문화 실천 및 상호 부족 역량을 코칭ㆍ지원 을 지원한다. 

##### Clean64프로그램
교내의 깨끗한 환경을 만드는데 생도들이 주도적으로 나서자는 목적의 Clean64 프로그램을 지속적으로 실시하고 있다. 

##### 리더십 개발 프로그램
신입생도들은 화랑기초훈련기간 중, 재교생도들은 동계훈련기간 중 1주일씩 리더십 개발 프로그램을 실시한다. 

#### 사회·국가 수준

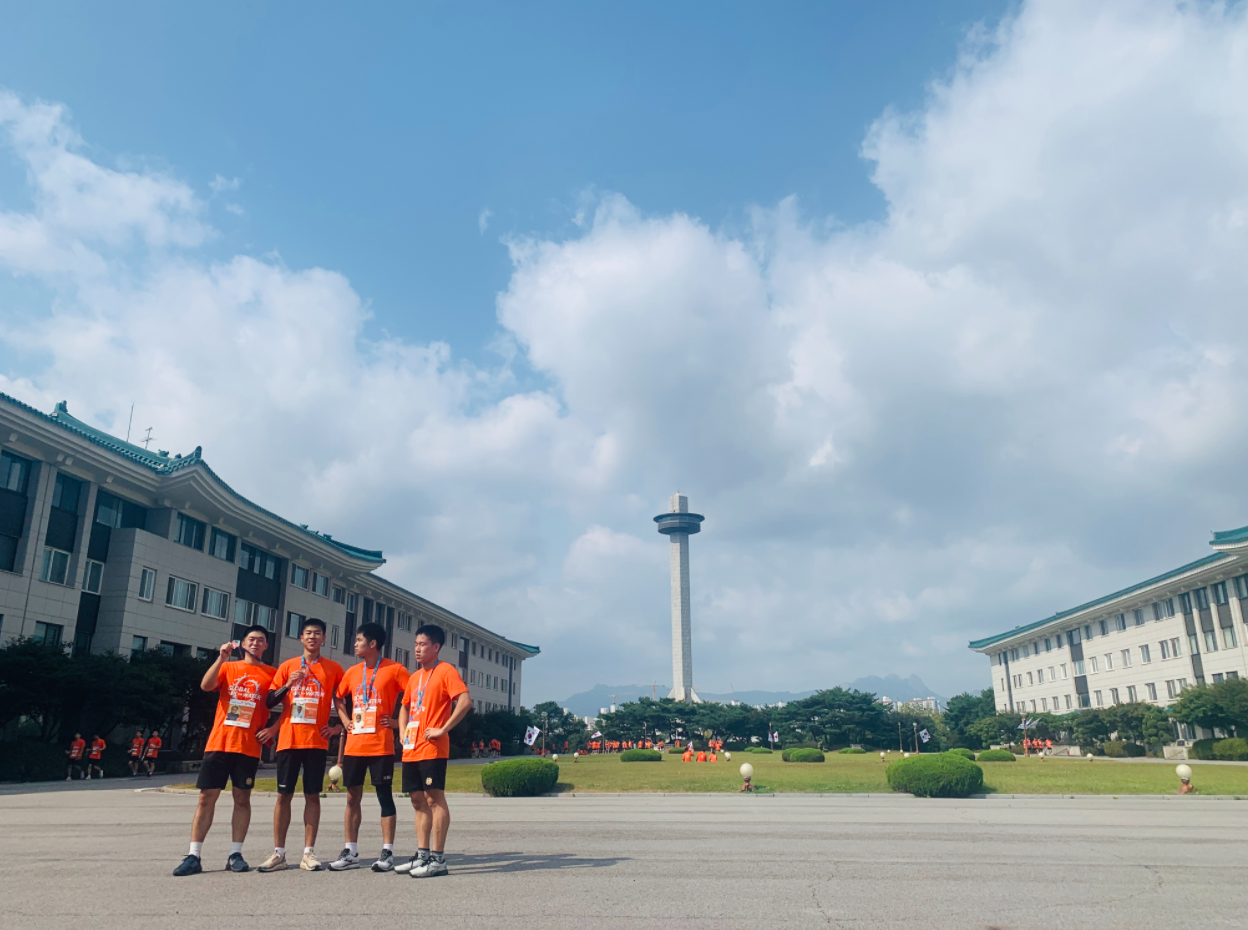
6K 마라톤

생도생활 중 학교에서 여러 봉사단체들과 연계하여 다양한 봉사활동을 실시하고 있다. 월드비전을 통해 세계 빈국의 아이들을 후원할 수 있도록 장려하고 있고 교내에서 기부 마라톤, 헌혈 등 다양한 활동을 실시하고 있다.
2020년에 임관한 76기 중 생도생활 4년 간 62회를 비롯한 총 79회의 헌혈을 해 대한적십자사로부터 헌혈 유공 금장을 받으며 봉사정신을 실천한 생도가 있다.
뿐만 아니라 생도들은 몰래산타대작전, 형·동생 만들기 프로그램, 독립운동 역사 알리미 활동, 봉사 활동 소모임, 학교 안내 봉사 활동 등 다양한 활동에 적극적으로 참여하고 있다.